# Campania franceză din Egipt și Siria
Campania franceză în Egipt și Siria (1798-1801) a fost campania lui Napoleon Bonaparte în Orient, aparent pentru a proteja interesele comerciale franceze, de a submina accesul Marii Britanii în India și de a stabili demersuri științifice în regiune. Acesta a fost scopul principal al campaniei din Marea Mediterană din 1798, care a cuprins o serie de angajamente navale și a inclus ocupația Maltei.
În ciuda a mai multor victorii decisive și a unei expediții inițial cu succes în Siria, mai precis în Palestina,  trupele lui Napoleon numite Armée d'Orient au fost nevoite să se retragă în cele din urmă, după apariția unei discordii politice în Franța, a conflictului din Europa precum și din cauza înfrângerii flotei franceze de sprijin în bătălia de pe Nil.